# Paul Metz
Paul Xavier Metz est un architecte français, né le 3 décembre 1882 à Strasbourg. Architecte à Paris, il s’associe avec Étienne de Kalbermatten, avec lequel il est, entre autres, l’auteur des plans d’une villa balnéaire de La Baule. 

## Biographie
Paul Xavier Metz naît le 3 décembre 1882 à Strasbourg. Il est présenté par l'ambassade d'Allemagne en 1906 à l'École des Beaux-arts de Paris[réf. nécessaire], où il intègre l'atelier de Gustave Umbdenstock à l’École nationale supérieure des beaux-arts, tout comme Étienne de Kalbermatten avec lequel il s’associe par la suite. Il en sort diplômé en 1912 et s’installe comme architecte SADG dans le 6e arrondissement de Paris. 
Avec Étienne de Kalbermatten, Xavier Metz (l'architecte signe ses plans de son prénom Xavier), réalise la villa Djenina à La Baule,, ainsi qu’un immeuble en Côté-d’Or en 1926 et une maison à Ville-d’Avray en 1933.
Il est à partir de 1933 l'associé de l'architecte André Leconte, Premier Grand Prix de Rome en 1927. pour lequel il réalise de nombreux projets d'aménagements d'appartements, de boutiques ou de locaux industriel, ainsi que les aménagements du Vélodrome d'Hiver.  Toutefois, il construit entre 1946 et 1960 de nombreux bâtiments (maisons, serres, etc.).